# Alexander Arhangelskii
Alexander Vladimirovich Arhangelskii (em russo:  Александр Владимирович Архангельский, Aleksandr Vladimirovich Arkhangelsky, Moscou, 13 de março de 1938) é um matemático russo. Publicou mais de 200 artigos científicos, cobrindo diversas sub-áreas da topologia geral. Após longa e distinguida carreira na Universidade Estatal de Moscou, mudou-se para os Estados Unidos na década de 1990. Em 1993 tornou-se membro da faculdade da Universidade de Ohio, onde aposentou-se em 2011.

## Biografia
Filho de Vladimir Alexandrovich Arhangelskii e Maria Pavlova Radimova. Em 1954 Arhangelskii entrou na Universidade Estatal de Moscou, onde foi aluno de Pavel Alexandrov. No final de seu primeiro ano declarou a Alexandrov sua decisão de especializar-se em topologia.
Em 1959 casou com Olga Constantinovna.
Obteve o grau de Candidato de Ciências (equivalente a um doutorado) in 1962 no Instituto de Matemática Steklov, orientado por Alexandrov.
Obteve o grau de Doktor nauk em 1966.
Em 1969 Arhangelskii publicou seu trabalho que é considerado seu resultado matemático mais significativo, resolvendo um problema posto em 1923 por Alexandrov e Pavel Urysohn.
Arhangelskii foi um dos fundadores do periódico Topology and its Applications.

## Publicações selecionadas

### Livros
- Arkhangel'skii, A. V.; Ponomarev, V. I. (31 de dezembro de 1984). Fundamentals of General Topology: Problems and Exercises. [S.l.]: D. Reidel. ISBN 9027713553
- Arkhangel'skii, A. V. (30 de novembro de 1991). Topological Function Spaces. [S.l.]: Kluwer Academic Publishers. ISBN 0-7923-1531-6
- Arhangel'skii, Alexander; Tkachenko, Mikhail (27 de maio de 2008). Topological Groups and Related Structures. [S.l.]: Atlantis Press. ISBN 978-90-78677-06-2

### Artigos
- Arkhangel'skii, A.V. (1959). «An addition theorem for the weight of sets lying in bicompacta». Doklady Akademii Nauk SSSR. 126: 239–241
- Arhangel'skiĭ, A. (1966). «Mappings and Spaces». Russian Mathematical Surveys. 21 (4): 115–162
- Arkhangel'skiĭ, A.V. (1969). «An approximation of the theory of dyadic compacta». Soviet Mathematics. 10: 151–154
- Arhangel'skii, A.V. (1969). «On the cardinality of bicompacta satisfying the first axiom of countability». Soviet Mathematics. 10: 967–970
- Arkhangelskii, A. V. (1978). «Structure and Classification of Topological Spaces and Cardinal Invariants». Russian Mathematical Surveys. 33 (6): 33–96. doi:10.1070/RM1978v033n06ABEH003884
- Arkhangel'skii, A. V. (1980). «Some properties of radial spaces». Mathematical Notes. 27 (1): 50–54. doi:10.1007/BF01149814
- Arkhangel'skii, A. V. (1980). «Relations among the invariants of topological groups and their subspaces». Russian Mathematical Surveys. 35 (3): 1–24. doi:10.1070/RM1980v035n03ABEH001674
- Arkhangel'skii, A. B.; Shakhmatov, D. B. (1990). «On pointwise approximation of arbitrary functions by countable families of continuous functions». Journal of Mathematical Sciences. 50 (2): 1497–1512. doi:10.1007/BF01388512
- Arhangel'skii, A.V. (5 de junho de 1996). «Relative topological properties and relative topological spaces». Topology and its Applications. 70 (2–3): 87–99. doi:10.1016/0166-8641(95)00086-0